# Die Armutskonferenz
Die Armutskonferenz ist ein österreichisches Netzwerk sozialer Hilfsorganisationen, die insgesamt etwa 500.000 Hilfesuchende pro Jahr beraten, betreuen und begleiten.

## Geschichte
Gegründet wurde die österreichische Armutskonferenz im Jahr 1995 in Salzburg in Bildungshaus Salzburg St. Virgil. Dort fand das erste österreichweite Treffen zum Thema Armut von verschiedensten zivilgesellschaftlichen Gruppen wie Wohlfahrtsverbänden, Dachverbänden von Sozialinitiativen, kirchlichen und gewerkschaftlichen Organisationen, Bildungs- und Forschungseinrichtungen und Gruppeninitiativen statt. Sie thematisiert Hintergründe und Ursachen, Daten und Fakten, Strategien und Maßnahmen gegen Armut und soziale Ausgrenzung in Österreich. Gemeinsam mit Armutsbetroffenen engagiert sie sich für eine Verbesserung von deren Lebenssituation. Die in der Armutskonferenz zusammengeschlossenen sozialen Organisationen beraten, unterstützen und begleiten über 500.000 Menschen im Jahr. Die Armutskonferenz sieht sich mit ihren Mitgliedern als eine Lobby gegenüber Behörden und Politik. Dazu werden jeweils Konferenzen organisiert, um sowohl Forschungsergebnisse als auch Maßnahmen gegen Armut allgemein darzustellen, und weiterführende Publikationen herausgegeben.
Neben den einzelnen Mitgliedern gibt es auch regionale Netzwerke in den Bundesländern Kärnten, Oberösterreich, Salzburg und Wien. Dem speziellen Thema Frauenarmut widmet sich die Arbeitsgruppe Frauen und Armut. Auf internationaler Ebene ist die Armutskonferenz Mitglied des European Anti Poverty Network.
Letztlich ist noch ein Wissenschaftlicher Beirat Mitglied der Konferenz.

## Mitgliedsorganisationen
Die Armutskonferenz ist ein in Österreich eingetragener Verein. Folgende Organisationen sind auf nationaler Ebene im Jahr 2018 Mitglieder der Armutskonferenz:
- Aktionsgemeinschaft der autonomen österreichischen Frauenhäuser
- Anton Proksch Institut
- Armut plus – Soziale Unternehmen Österreich
- Arbeiter-Samariter-Bund Österreichs
- ASB Schuldnerberatungen
- Bundesjugendvertretung
- Bundesweites Netzwerk Offene Jugendarbeit
- Caritas Österreich
- Dachverband Berufliche Integration
- Diakonie Österreich
- Europäisches Zentrum für Wohlfahrtspolitik und Sozialforschung
- Evangelische Akademie Wien
- FIAN
- Forum Kirche und Arbeitswelt
- Die Heilsarmee
- Jugendrat der islamischen Glaubensgemeinschaft
- Katholische Aktion Österreich
- Katholischer Familienverband Österreichs
- Katholische Frauenbewegung Österreichs
- Katholische Jungschar Österreich
- Katholische Sozialakademie Österreichs
- Kinderfreunde Österreich
- Kolpingwerk Österreich
- Lebenshilfe Österreich
- Nein zu Krank und Arm
- Netzwerk Österreichischer Frauen- und Mädchenberatungsstellen
- Neustart – Bewährungshilfe, Konfliktregelung und soziale Arbeit
- Österreichische HochschülerInnenschaft
- Österreichische Plattform für Alleinerziehende
- Österreichischer Berufsverband der SozialarbeiterInnen
- Österreichischer Gewerkschaftsbund/Frauenabteilung
- Österreichisches Rotes Kreuz
- Österreichischer Verein für Drogenfachleute
- Plattform Sichtbar Werden
- Pro mente austria
- SOS Mitmensch
- St. Virgil Salzburg, Bildungs- und Konferenzzentrum
- Telefonseelsorge
- Verband der österreichischen Tafeln
- VertretungsNetz – Erwachsenenvertretung, Patientenanwaltschaft und Bewohnervertretung.
- Vinzenz-Netzwerk Österreich
- Volkshilfe Österreich
- Wiener Hilfswerk

Daneben sind noch zahlreiche Organisationen auf Landesebene Mitglieder der jeweiligen Landeskonferenz.

## Publikationen
- Die Armutskonferenz et al: Wir alle machen Wirtschaft. Für eine zukunftsfähige Wirtschafts- und Finanzbildung, 2025, Mandelbaum.
- Die Armutskonferenz: Es brennt. Armut bekämpfen, Klima retten, Armut bekämpfen, 2023: ISBN 9783748183617
- Die Armutskonferenz: Die Teuerung und das untere Einkommensdrittel: Wirkungen und Strategie – Eine Erhebung zur sozialen Lage aus der Sicht von Betroffenen, Evelyn Dawid, 2023.
- Armutskonferenz, Verena Fabris, Alban Knecht, Michaela Moser u. a. (Hrsg.): Stimmen gegen Armut. Weil soziale Ungleichheit und Ausgrenzung die Demokratie gefährdet. Norderstedt 2020: ISBN 978-3-7526-9969-2.
- Armutskonferenz, Verena Fabris, Alban Knecht, Michaela Moser u. a. (Hrsg.): Achtung. Abwertung hat System. Vom Ringen um Anerkennung, Wertschätzung und Würde. Wien 2018, ISBN 978-3-99046-395-6.
- Martin Schenk (Redaktion): "Und raus bist Du ...!" Soziale und räumliche Ausgrenzung inmitten eine reichen Gesellschaft. Dokumentation, 4. Österreichische Armutskonferenz, 23. – 24. Oktober 2000, St. Virgil, Wien 2001.
- Karin Küblböck u. a.: Was Reichtümer vermögen. Gewinner und VerliererInnen europäischer Wohlfahrtsstaaten. Kongress 2001 in Wien, Mandelbaum, Wien 2002, ISBN 3-85476-059-0.
- Karin Küblböck u. a.: Was Reichtümer vermögen. Warum reiche Gesellschaften bei Pensionen, Gesundheit und Sozialem sparen. Aufsatzsammlung, 2. aktualisierte Ausgabe, Mandelbaum, Wien 2004, ISBN 3-85476-128-7.
- Margit Appel (Redaktion): Pflicht zum Risiko? Dokumentation, 5. Österreichische Armutskonferenz, 20. – 21. März 2003, St. Virgil Salzburg, Wien 2004.
- Josef Mauerlechner (Redaktion): Geld. Macht. Glücklich. Verteilungskämpfe, Verwirklichungschancen und Lebensqualität in Zeiten der Krise. Dokumentation, 8. Österreichische Armutskonferenz, 23. – 24. Februar 2010, St. Virgil (Salzburg), Wien 2010, ISBN 978-3-200-01842-6.
- Eugen Bierling-Wagner (Redaktion), Was allen gehört. Commons - Neue Perspektiven in der Armutsbekämpfung. Das Buch zur 9. Armutskonferenz. Verlag des Österreichischen Gewerkschaftsbundes, Wien 2013 ISBN 978-3-7035-1609-2.
- Verena Fabris (Redaktion): Für eine Politik des Sozialen. Aktionsplan 2013–2018. 2014. (armutskonferenz.at)
- Regina Amer, Karl Frank, Claudia Krizmanic, Traude Lehner, Florian Riffer, Martin Schenk, Sonja Taubinger (Redaktion): Barrieren und Lücken im öster. Gesundheitssystem. 2015. (neu.armutskonferenz.at)
- Martina Brandstätter, Philipp Hammer, Lisa Sterzinger (Redaktion): Mit Menschenrechten gegen Armut. 2016. (armutskonferenz.at)
- Klimasoziale Politik – Eine gerechte und emissionsfreie Gesellschaft gestalten. mit Attac Österreich und Beigewum. Bahoe Books, Wien 2021, ISBN 978-3-903290-65-5.